# 3820 Sauval
A 3820 Sauval (ideiglenes jelöléssel 1984 DV) a Naprendszer kisbolygóövében található aszteroida. Henri Debehogne fedezte fel 1984. február 25-én.